# Oxytropis charkeviczii
Oxytropis charkeviczii là một loài thực vật có hoa trong họ Đậu. Loài này được Vyschin miêu tả khoa học đầu tiên.